# Friedrich Scholz (Politiker)

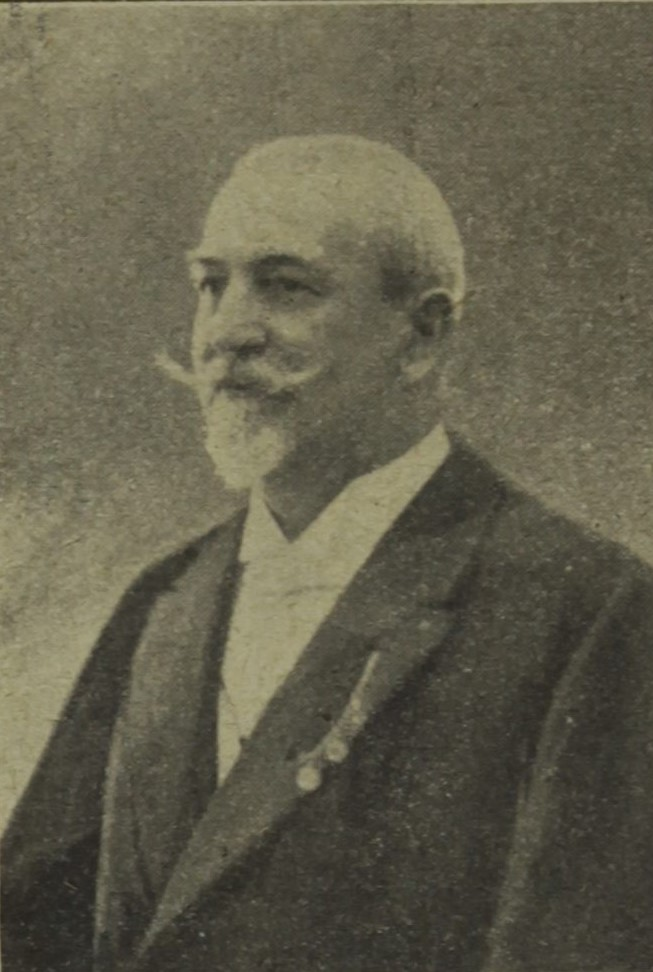
Friedrich Scholz im Alter von etwa 60 Jahren. Bild anlässlich seines 20-jährigen Amtsjubiläums 1907 publiziert.

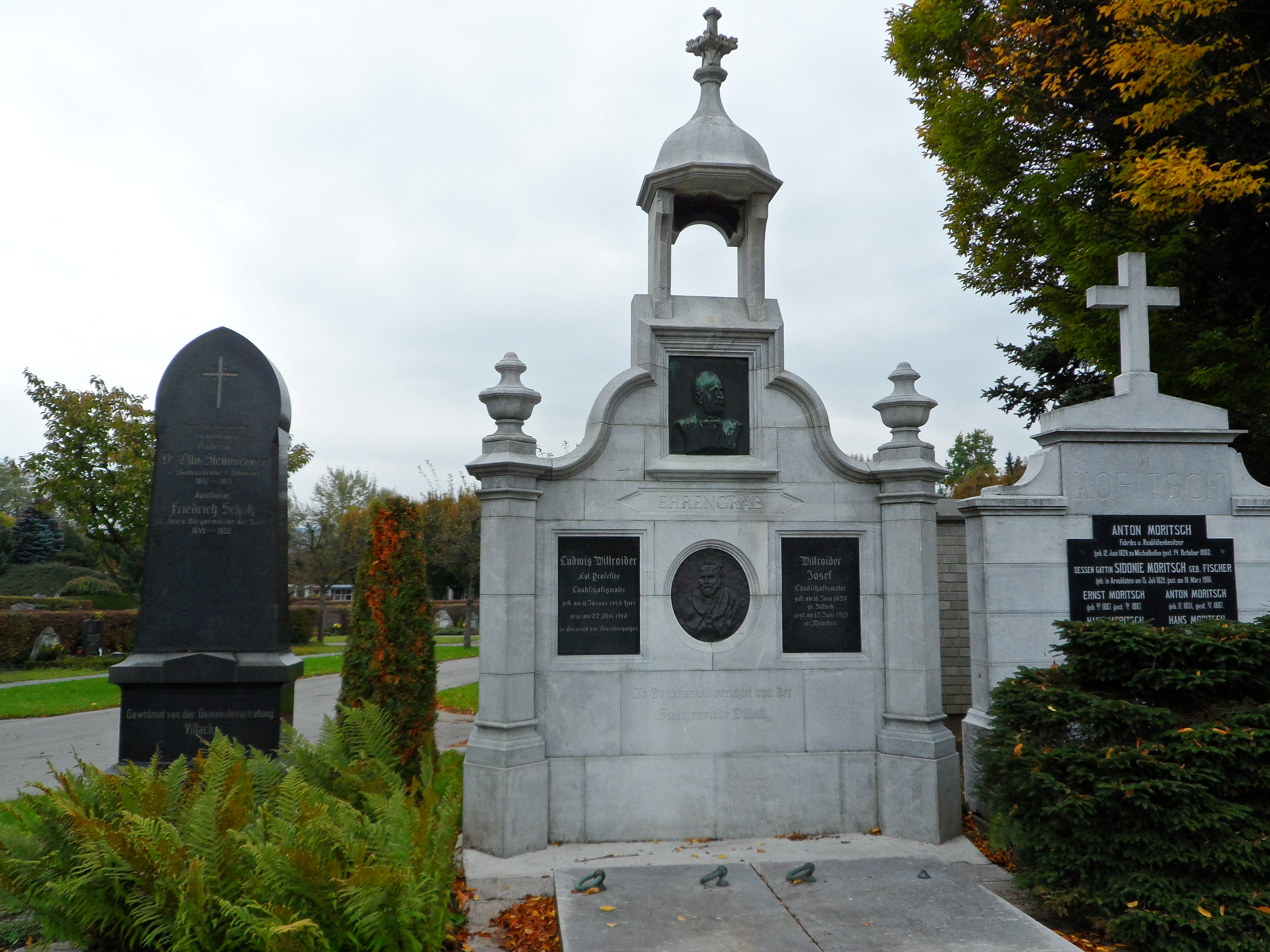
Gemeinsames Ehrengrab von Friedrich Scholz und Otto Steinwender (schwarze Stele links)

Friedrich Scholz (* 29. Juni 1845 in Völkermarkt; † 2. April 1922 in Villach) war ein österreichischer Apotheker und Politiker. Von 1887 bis 1909 bekleidete er das Amt des Villacher Bürgermeisters.

## Biographie
Friedrich Scholz wurde 1845 in Völkermarkt geboren. Schon sein gleichnamiger Vater  (* 1824 oder 1825; † 1919), ein Lehrer und k.k. Bezirksschulinspektor, war ein hochangesehener Bürger und in vielen Bereichen des kommunalen Lebens engagiert. Unter anderem war er Gründer des ersten städtischen Kindergartens in Villach. Friedrich Junior besuchte das Stiftsgymnasiums St. Paul und studierte danach Pharmazie an der Universität Wien. Während seines Studiums brach der Deutsche Krieg aus, an welchem Scholz sich als Kadett des K.u.k. Feldjägerbataillons Nr. 6 beteiligte. Er kämpfte in der Schlacht bei Skalitz, der Schlacht bei Nachod und der Schlacht bei Königgrätz. Dessen ungeachtet schloss er sein Studium 1867 mit dem Titel eines Magisters ab. 1868 erhielt er die Konzession zur Errichtung einer Apotheke in Gmünd, verblieb dort jedoch nicht lange. Drei Jahre später übernahm er in Villach die Apotheke des damaligen Bürgermeisters Paul Hauser, welche er bis 1895 als Kreisapotheke führte.
Scholz' kommunalpolitisches Engagement begann 1873 mit einer Wahl in den Gemeinderat – er sollte dem Gremium über 36 Jahre bis zu seinem Tod angehören. Am 13. Dezember 1887 wurde er nach dem Tod seines Amtsvorgängers Heinrich von Dollhopf vom Gemeinderat einstimmig zum Bürgermeister gewählt. Villach erlebte zu dieser Zeit einen Aufschwung, den Scholz entscheidend mitprägte. Während seiner langen Amtszeit wurde 1889 ein (1945 zerstörtes) Stadtpalais der Grafen Khevenhüller als stolzes Rathaus adaptiert und 1891 ein städtisches Krankenhaus errichtet, auch Feuerwehr und Stadtsparkasse erhielten 1891 aufwendige Neubauten. Die Stadtpfarrkirche wurde renoviert, 1894 die Nikolaikirche, 1903 die Evangelische Pfarrkirche neu errichtet. Daneben kam es unter anderem zu zahlreichen Neubauten und Erneuerungen an Schulen, einem Ausbau des Trinkwasser- und Kanalisationsnetzes sowie Investitionen in die für Villach bedeutende Bahninfrastruktur. 1905 erwarb die Stadt das bis dahin in Privateigentum stehende Gaswerk. Nicht verwirklicht wurde hingegen der um 1898 diskutierte Bau einer Seilbahn auf den Dobratsch. Ende des Jahres 1909 erklärte Friedrich Scholz schließlich, sein Amt niederlegen zu wollen. Bei der Wahl am 30. Dezember 1909 wurde Ludwig Aßmann, ebenfalls ein Apotheker, zu seinem Nachfolger bestimmt. Im Lauf seiner 22-jährigen Amtszeit war Scholz acht Mal wiedergewählt worden – er war der längstdienende Bürgermeister der Stadt seit Einführung des Amtes 1588, sein Rekord wurde genau 100 Jahre später von Helmut Manzenreiter (Bürgermeister 1987–2015) übertroffen.
Neben seiner politischen Tätigkeit engagierte Scholz sich in zahlreichen anderen kommunalen Institutionen, unter anderem war er langjähriger Vorsitzender des Sparkassenvereines und Ehrenmitglied der Freiwilligen Feuerwehr und des Kriegervereines. 1895 ernannte die Stadt Villach ihn zum Ehrenbürger, 1904 wurde er für seine Verdienste mit dem Ritterkreuz des Franz-Joseph-Ordens ausgezeichnet. Die Scholzstraße im Villacher Stadtteil Völkendorf ist nach ihm benannt. Nach Scholz' Rückzug aus dem Bürgermeisteramt kam es ob der angespannten Finanzlage der Stadt zu Protesten gegen die ihm vom Gemeinderat zugesicherte Sonderzahlung von jährlich 3000 Kronen, eine Summe, die seinem Jahresgehalt als Bürgermeister ähnlich war. Scholz hatte seine Apotheke und damit seinen privaten Brotberuf 1895 aufgegeben. Durch die Auswirkungen des Ersten Weltkrieges und der folgenden Hyperinflation verstarb er 1922 in ärmlichen Verhältnissen. Mit dem Politiker Otto Steinwender ist Friedrich Scholz heute ein gemeinsames Ehrengrab am Villacher Zentralfriedhof gewidmet.